# 9973 Шпільман
9973 Шпільман (9973 Szpilman) — астероїд головного поясу, відкритий 12 липня 1993 року.
Тіссеранів параметр щодо Юпітера — 3,429.
Названий на честь польського піаніста і композитора Владислава Шпільмана.